# 미사키구치역
미사키구치역(일본어: 三崎口駅、みさきぐちえき)
(영어: Misakiguchi Station)은 일본 가나가와현 미우라시에 있는 철도역이다.역 번호는 KK72.

## 타는 곳
| 1·2 | ■ 구리하마 선 | 게이큐 구리하마·요코스카추오·요코하마·게이큐 가와사키·시나가와 방면 도에이 지하철 아사쿠사선 니혼바시·아사쿠사·오시아게 방면 게이세이 선 이오토·게이세이타카사고 방면 호쿠소 선 히가시마쓰도·신카마가야·인바 니혼 의대 방면 |

## 역세권 정보
- 국도 134호선
- 사가미 만

## 역사
- 1975년 4월 26일: 영업 개시.

## 갤러리

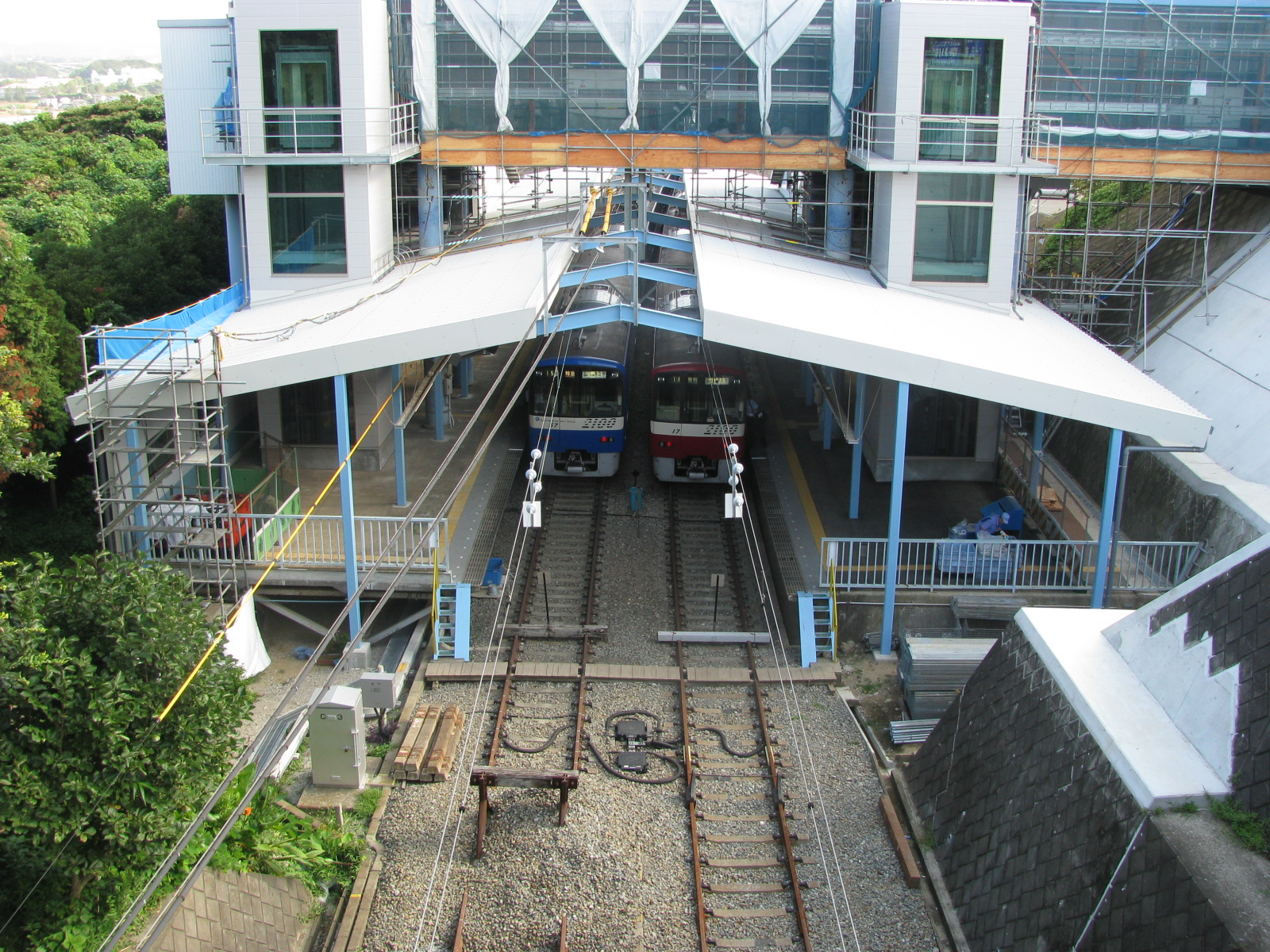
승강장(2009년9월)
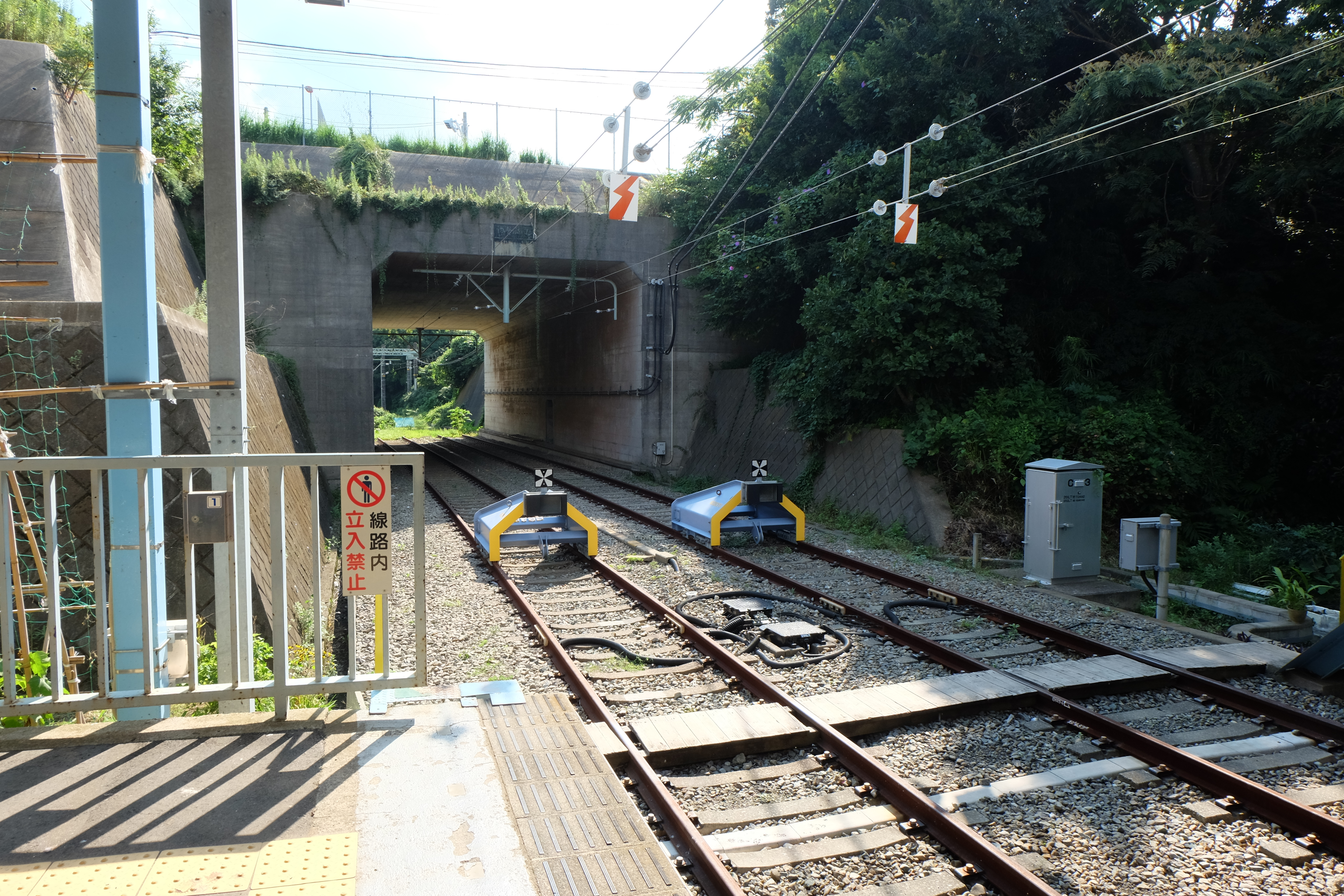
승강장보다 기둥을 원하는 (2014년9월)
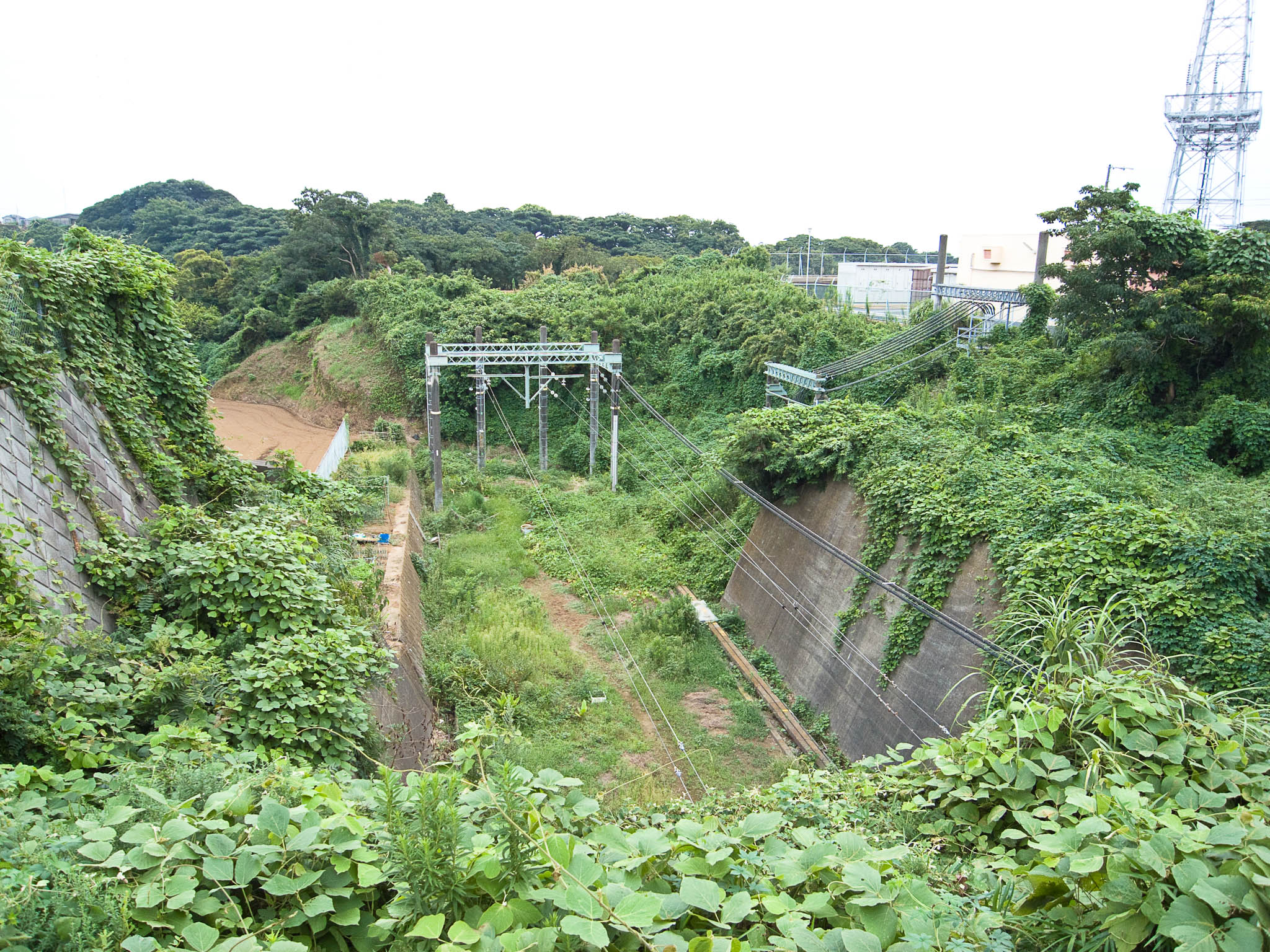
미사키 구치 역 아부 라 쓰보 측 종단 국도 134 호부터 촬영 (2007년9월)

## 인접역
| 게이힌 급행 전철 ■ 구리하마 선    | 게이힌 급행 전철 ■ 구리하마 선 | 게이힌 급행 전철 ■ 구리하마 선 |
| --------------------------------- | ------------------------------ | ------------------------------ |
| KK71 미우라카이간 호리노우치 방면 | 쾌특·특급                      | 시·종착역                      |